# Centemopsis longipedunculata
Centemopsis longipedunculata är en amarantväxtart som först beskrevs av Albert Peter, och fick sitt nu gällande namn av C. C. Towns. Centemopsis longipedunculata ingår i släktet Centemopsis och familjen amarantväxter. Inga underarter finns listade i Catalogue of Life.